# Dilatante

Esfuerzo de cizallamiento requerido en función de la velocidad cortante a alcanzar para diferentes tipos de líquidos. Los líquidos dilatantes se vuelven más viscosos a medida que aumenta la velocidad de movimiento del líquido.

Un dilatante,  también denominado espesamiento por cizallamiento, es aquel fluido en el que la viscosidad aumenta con la velocidad de deformación por cizallamiento. Un fluido espesante por cizallamiento de este tipo, también conocido por sus iniciales en inglés como STF, es un ejemplo de fluido no newtoniano. Este comportamiento generalmente no se observa en materiales puros, pero puede ocurrir en suspensiones.
Un dilatante es un fluido no newtoniano en el que la viscosidad de corte aumenta con el esfuerzo de corte aplicado. Este comportamiento es solo un tipo de desviación de la ley de Newton y está controlado por factores como el tamaño, la forma y la distribución de las partículas. Las propiedades de estas suspensiones dependen de la teoría de Hamaker y de las fuerzas de Van der Waals y pueden estabilizarse electrostática o estéricamente. El comportamiento de espesamiento por cizallamiento ocurre cuando una suspensión coloidal pasa de un estado estable a un estado de floculación. Una gran parte de las propiedades de estos sistemas se deben a la química superficial de las partículas en dispersión, conocidas como coloides.
Esto se puede ver fácilmente con una mezcla de almidón de maíz y agua (a veces llamada oobleck), que actúa de manera contraria a la intuición cuando se golpea o se lanza contra una superficie. La arena que está completamente empapada de agua también se comporta como un material dilatante. Esta es la razón por la que al caminar sobre arena húmeda, aparece un área seca directamente debajo de los pies.
La reopexia es una propiedad similar en la que la viscosidad aumenta con el estrés acumulativo o la agitación con el tiempo. Lo opuesto a un material dilatante es un pseudoplástico.

## Definiciones
Hay dos tipos de desviación de la ley de Newton que se observan en sistemas reales. La desviación más común es el comportamiento de adelgazamiento por cizallamiento, donde la viscosidad del sistema disminuye a medida que aumenta la velocidad de cizallamiento. La segunda desviación es el comportamiento de espesamiento por cizallamiento donde, a medida que aumenta la velocidad de cizallamiento, también aumenta la viscosidad del sistema. Este comportamiento se observa porque el sistema cristaliza bajo estrés y se comporta más como un sólido que como una solución. Por tanto, la viscosidad de un fluido espesante por cizallamiento depende de la velocidad de cizallamiento. La presencia de partículas en suspensión a menudo afecta la viscosidad de una solución. De hecho, con las partículas adecuadas, incluso un fluido newtoniano puede exhibir un comportamiento no newtoniano. Un ejemplo de esto es la maicena en agua y se incluye en la sección de Ejemplos a continuación.
Los parámetros que controlan el comportamiento del espesamiento por cizallamiento son: tamaño de partícula y distribución del tamaño de partícula, fracción de volumen de partícula, forma de partícula, interacción partícula-partícula, viscosidad de fase continua y el tipo, velocidad y tiempo de deformación. Además de estos parámetros, todos los fluidos espesantes por cizallamiento son suspensiones estabilizadas y tienen una fracción de volumen de sólido relativamente alta.
La viscosidad de una solución en función de la velocidad de corte se da mediante la ecuación de la ley de potencias, donde η es la viscosidad, K es una constante basada en el material y γ̇ es la velocidad de corte aplicada.
{\displaystyle \eta =K{\dot {\gamma }}^{n-1}}
El comportamiento dilatante ocurre cuando n es mayor que 1.
A continuación se muestra una tabla de valores de viscosidad para algunos materiales comunes.
| Material                | Viscosidad (cP) |
| ----------------------- | --------------- |
| Benceno                 | 0.60            |
| Tetracloruro de Carbono | 0.88            |
| Etanol                  | 1.06            |
| Agua                    | 1 a 5           |
| Mercurio                | 1.55            |
| Pentano                 | 2.24            |
| Sangre                  | 10              |
| Anticongelante          | 14              |
| Ácido sulfúrico         | 27              |
| Jarabe de arce          | 150–200         |
| Miel                    | 2,000–3,000     |
| Sirope de chocolate     | 10,000–25,000   |
| Salsa de tomate         | 50,000–70,000   |
| Mantequilla de maní     | 150,000–250,000 |

### Suspensiones estabilizadas
Una suspensión se compone de una fase fina de partículas dispersas en una fase heterogénea diferente. El comportamiento de espesamiento por cizallamiento se observa en sistemas con una fase sólida particulada dispersa dentro de una fase líquida. Estas soluciones se diferencian de un coloide en que son inestables; las partículas sólidas en dispersión son lo suficientemente grandes para la sedimentación, lo que hace que finalmente se sedimenten. Mientras que los sólidos dispersos dentro de un coloide son más pequeños y no se sedimentarán. Existen múltiples métodos para estabilizar suspensiones, incluidos electrostáticos y estéricos.

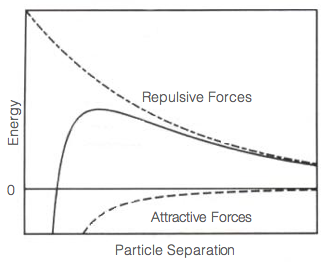
Energía de repulsión en función de la separación de partículas

En una suspensión inestable, la fase de partículas dispersas saldrá de la solución en respuesta a las fuerzas que actúan sobre las partículas, como la gravedad o la atracción de Hamaker. La magnitud del efecto que tienen estas fuerzas sobre la eliminación de la fase de partículas de la solución es proporcional al tamaño de las partículas; para una gran partícula, las fuerzas gravitacionales son mayores que las interacciones partícula-partícula, mientras que lo contrario es cierto para las pequeñas partículas. El comportamiento de espesamiento por cizallamiento se observa típicamente en suspensiones de partículas sólidas pequeñas, lo que indica que la atracción de Hamaker entre partículas es la fuerza dominante. Por lo tanto, la estabilización de una suspensión depende de la introducción de una fuerza repulsiva contraria.
La teoría de Hamaker describe la atracción entre cuerpos, como las partículas. Se descubrió que la explicación de las fuerzas de Van der Waals podía escalar más allá de explicar la interacción entre dos moléculas con dipolos inducidos a cuerpos a macroescala sumando todas las fuerzas intermoleculares entre los cuerpos. Similar a las fuerzas de Van der Waals, la teoría de Hamaker describe la magnitud de la interacción partícula-partícula como inversamente proporcional al cuadrado de la distancia. Por lo tanto, muchas suspensiones estabilizadas incorporan una fuerza repulsiva de largo alcance que es dominante sobre la atracción de Hamaker cuando los cuerpos que interactúan están a una distancia suficiente, evitando efectivamente que los cuerpos se acerquen entre sí. Sin embargo, a distancias cortas, la atracción de Hamaker domina, lo que hace que las partículas se coagulen y se desprendan de la solución. Dos fuerzas de largo alcance comunes que se utilizan para estabilizar suspensiones son la electrostática y la estérica.

#### Suspensiones estabilizadas electrostáticamente

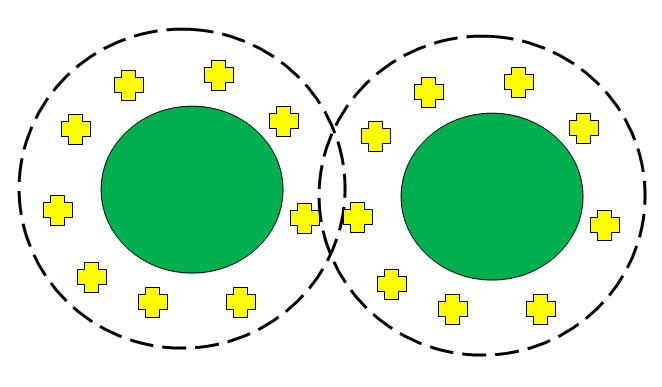
Partícula en solución estabilizada mediante la fuerza electrostática de doble capa

Las suspensiones de partículas cargadas de manera similar dispersas en un electrolito líquido se estabilizan mediante un efecto descrito por el modelo de doble capa de Helmholtz. El modelo tiene dos capas. La primera capa es la superficie cargada de la partícula, que crea un campo electrostático que afecta a los iones del electrolito. En respuesta, los iones crean una capa difusa de carga igual y opuesta, lo que hace que la carga superficial sea neutra. Sin embargo, la capa difusa crea un potencial que rodea a la partícula que difiere del electrolito a granel.
La capa difusa sirve como fuerza de largo alcance para la estabilización de las partículas. Cuando las partículas se acercan entre sí, la capa difusa de una partícula se superpone con la de la otra partícula, generando una fuerza repulsiva. La siguiente ecuación proporciona la energía entre dos coloides como resultado de las interacciones de Hamaker y la repulsión electrostática.
{\displaystyle V=\pi R\left({\frac {-H}{12\pi h^{2}}}+{\frac {64CkT\Gamma ^{2}e^{\kappa }h}{\kappa ^{2}}}\right),}
dónde:
V = energía entre un par de coloides,
R = radio de coloides,
−H = Constante de Hamaker entre coloide y disolvente,
h = distancia entre coloides,
C = concentración de iones de superficie,
k = Constante de Boltzmann,
T = temperatura en kelvins,
{\displaystyle \Gamma } = exceso de superficie,
{\displaystyle \kappa } = longitud de Debye inversa.

#### Suspensiones estabilizadas estéricamente

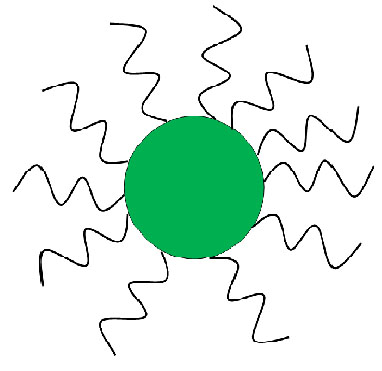
Partícula en suspensión estabilizada mediante impedimento estérico.

A diferencia de la electrostática, las suspensiones estabilizadas estéricamente se basan en la interacción física de las cadenas de polímero unidas a la superficie de las partículas para mantener la suspensión estabilizada; las cadenas de polímero adsorbidas actúan como un espaciador para mantener las partículas suspendidas separadas a una distancia suficiente para evitar que la atracción de Hamaker domine y saque las partículas de la suspensión. Normalmente, los polímeros se injertan o se adsorben sobre la superficie de la partícula. Con los polímeros injertados, la columna vertebral de la cadena del polímero se une covalentemente a la superficie de la partícula. Mientras que un polímero adsorbido es un copolímero compuesto de región liofóbica y liofílica, donde la región liofóbica se adhiere de forma no covalente a la superficie de la partícula y la región liofílica forma el límite o espaciador estérico.

## Teorías detrás del comportamiento del engrosamiento por cizallamiento
La dilatación en un coloide, o su capacidad para ordenar en presencia de fuerzas de corte, depende de la relación de fuerzas entre partículas. Mientras dominen las fuerzas entre partículas, como las fuerzas de Van der Waals, las partículas suspendidas permanecen en capas ordenadas. Sin embargo, una vez que dominan las fuerzas de cizallamiento, las partículas entran en un estado de floculación y ya no se mantienen en suspensión; comienzan a comportarse como un sólido. Cuando se eliminan las fuerzas de cizallamiento, las partículas se separan y vuelven a formar una suspensión estable. Esto es opuesto al efecto de adelgazamiento por cizallamiento donde la suspensión está inicialmente en el estado de floculación y se vuelve estable cuando se aplica una tensión.
El comportamiento de espesamiento por cizallamiento depende en gran medida de la fracción de volumen de partículas sólidas suspendidas dentro del líquido. Cuanto mayor sea la fracción de volumen, menos cizallamiento se requiere para iniciar el comportamiento de espesamiento por cizallamiento. La velocidad de corte a la que el fluido pasa de un flujo newtoniano a un comportamiento de espesamiento por corte se conoce como velocidad de corte crítica.

### Transición del orden al desorden
Cuando se corta una solución concentrada estabilizada a una velocidad de corte relativamente baja, las interacciones repulsivas partícula-partícula mantienen las partículas en una estructura de equilibrio ordenada y en capas. Sin embargo, a velocidades de cizallamiento elevadas por encima de la velocidad de cizallamiento crítica, las fuerzas de cizallamiento que empujan las partículas juntas superan las interacciones repulsivas partícula-partícula, forzando a las partículas a salir de sus posiciones de equilibrio. Esto conduce a una estructura desordenada, lo que provoca un aumento de la viscosidad.
La velocidad de corte crítica aquí se define como la velocidad de corte a la que las fuerzas de corte que empujan las partículas juntas son equivalentes a las interacciones de partículas repulsivas.

### Agrupación hidráulica

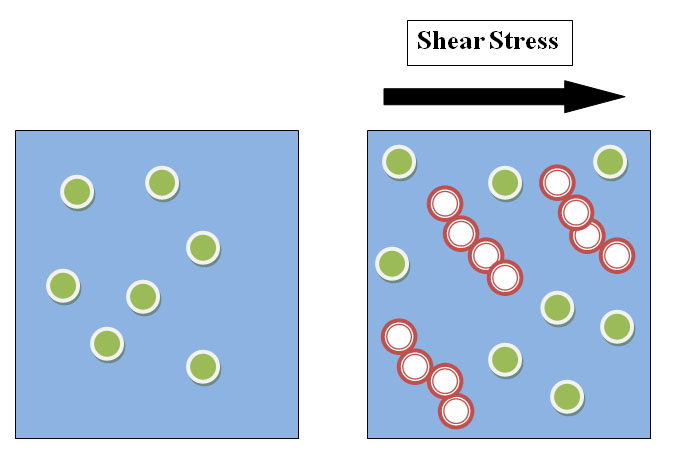
Hidroagrupamiento transitorio de partículas en una solución.

Cuando las partículas de una suspensión estabilizada pasan de un estado inmóvil a un estado móvil, pequeñas agrupaciones de partículas forman hidrogrupos, aumentando la viscosidad. Estos hidrogrupos se componen de partículas comprimidas momentáneamente, formando una cadena de partículas irregular en forma de varilla similar a un atasco o atasco. En teoría, las partículas tienen espacios entre partículas extremadamente pequeños, lo que hace que este hidrocúmulo momentáneo y transitorio sea incompresible. Es posible que se formen grupos hidroeléctricos adicionales a través de la agregación.

## Ejemplos

### Maicena y agua (oobleck)
La maicena es un agente espesante común que se usa para cocinar. También es un muy buen ejemplo de un sistema de espesamiento por cizallamiento. Cuando se aplica una fuerza a una mezcla 1: 1.25 de agua y almidón de maíz, la mezcla actúa como un sólido y resiste la fuerza.

### Sílice y polietilenglicol
Las nanopartículas de sílice se dispersan en una solución de polietilenglicol. Las partículas de sílice proporcionan un material de alta resistencia cuando se produce la floculación. Esto permite su uso en aplicaciones tales como chalecos antibalas y pastillas de freno.

## Aplicaciones

### Control de tracción
Los materiales dilatantes tienen ciertos usos industriales debido a su comportamiento de espesamiento al cizallamiento. Por ejemplo, algunos sistemas de tracción en todas las ruedas utilizan una unidad de acoplamiento viscosa llena de fluido dilatante para proporcionar transferencia de potencia entre las ruedas delanteras y traseras. En superficies de carreteras de alta tracción, el movimiento relativo entre las ruedas motrices primarias y secundarias es el mismo, por lo que el corte es bajo y se transfiere poca potencia. Cuando las ruedas motrices primarias comienzan a patinar, el cizallamiento aumenta, lo que hace que el fluido se espese. A medida que el fluido se espesa, el par transferido a las ruedas motrices secundarias aumenta proporcionalmente, hasta que se transfiere la máxima cantidad de potencia posible en el estado completamente espesado. Ver también: diferencial de deslizamiento limitado, algunos tipos de los cuales operan con el mismo principio..... Para el operador, este sistema es completamente pasivo, activa las cuatro ruedas para conducir cuando es necesario y regresa a la tracción en dos ruedas una vez que lo necesita ha pasado. Este sistema se usa generalmente para vehículos de carretera en lugar de vehículos todo terreno, ya que la viscosidad máxima del fluido dilatante limita la cantidad de par que puede pasar a través del acoplamiento.

### Armadura
Varias entidades corporativas y gubernamentales están investigando la aplicación de fluidos espesantes de cizalla para su uso como armadura corporal. Tal sistema podría permitir al usuario flexibilidad para un rango normal de movimiento, pero proporcionar rigidez para resistir la perforación por balas, puñaladas con cuchillos y ataques similares. El principio es similar al de la armadura de malla, aunque la armadura corporal que usa un dilatante sería mucho más ligera. El fluido dilatante dispersaría la fuerza de un golpe repentino sobre un área más amplia del cuerpo del usuario, reduciendo el trauma por fuerza contundente. Sin embargo, contra ataques lentos que permitirían que se produzca el flujo, como una puñalada lenta pero contundente, el dilatante no proporcionaría ninguna protección adicional.
En un estudio, la tela de Kevlar estándar se comparó con una armadura compuesta de Kevlar y un fluido espesante de corte patentado. Los resultados mostraron que la combinación de Kevlar/fluido funcionó mejor que el material de Kevlar puro, a pesar de tener menos de un tercio del espesor de Kevlar.
Cuatro ejemplos de materiales dilatantes que se utilizan en equipos de protección personal son Armourgel, D3o, ArtiLage (espuma de cartílago artificial) y 'Sistema de Protección Activa', fabricado por Dow Corning.
En 2002, investigadores del Laboratorio de Investigación del Ejército de los Estados Unidos y la Universidad de Delaware comenzaron a investigar el uso de blindaje líquido, o un fluido que espesa el cizallamiento en el blindaje corporal. Los investigadores demostraron que las telas de alta resistencia como el Kevlar se pueden fabricar más a prueba de balas y puñaladas cuando se impregnan con el fluido. El objetivo de la tecnología de "armadura líquida" es crear un nuevo material que sea de bajo costo y liviano, al mismo tiempo que ofrezca propiedades balísticas equivalentes o superiores en comparación con el tejido de Kevlar actual.
Por su trabajo en blindaje líquido, el Doctor Eric Wetzel, un ingeniero mecánico de ARL, y su equipo fueron galardonados con el Premio Paul A. Siple 2002, el premio más alto del Ejército por logros científicos, en la Conferencia de Ciencias del Ejército.